# Neues Deutschland

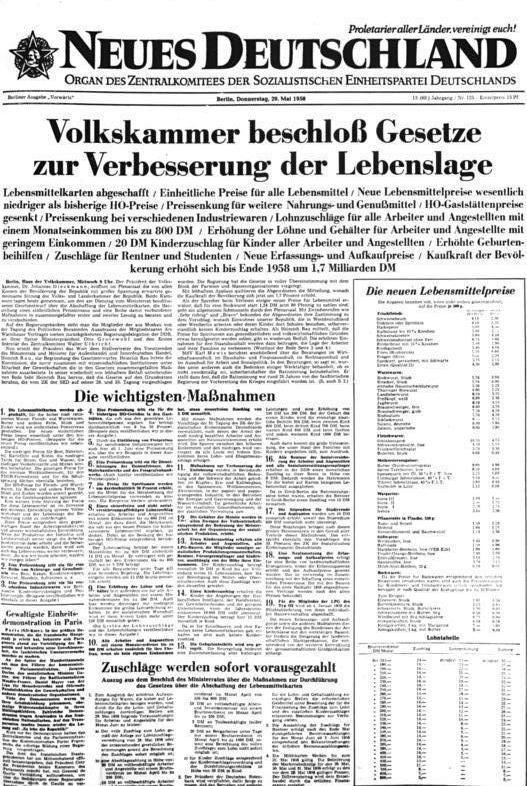
Voorpagina op 29 mei 1958: aankondiging van maatregelen ter verbetering van de levensstandaard.

nd (eerdere schrijfwijzen Neues Deutschland en neues deutschland) is een Duits dagblad. De krant verschijnt landelijk, en is gelieerd aan de Linkspartei, een voortzetting van de vroegere Sozialistische Einheitspartei Deutschlands (SED).

## Geschiedenis
Neues Deutschland werd in 1946 opgericht na de gedwongen fusie van de SPD en de KPD tot SED in de Sovjet-bezettingszone van Duitsland. Neues Deutschland, het officiële orgaan van het Centraal Comité van de SED, verscheen voor de eerste keer op 23 april 1946, in aansluiting op de oprichtings-partijdag van de SED.
Het was de belangrijkste krant van de DDR, en Neues Deutschland stond volledig ten dienste van de SED (partij en regering). Günter Schabowski, die op 9 november 1989 de val van de Berlijnse Muur aankondigde, was van 1978 tot 1985 hoofdredacteur van Neues Deutschland.
De oplage van Neues Deutschland was ten tijde van de DDR rond 1 miljoen. In 2020 was de oplage circa 18.500 exemplaren (in 1998 nog 70.000). Het abonneebestand is sterk vergrijsd.